# Suurissoo
Suurissoo är ett träsk i Estland.   Det ligger i landskapet Saaremaa (Ösel), i den västra delen av landet, 200 km sydväst om huvudstaden Tallinn. Suurissoo ligger på ön Ösel.